# Songbird (альбом Барбры Стрейзанд)
Songbird — студийный альбом американской певицы Барбры Стрейзанд, выпущенный в мае 1978 года на лейбле Columbia Records и спродюсированный Гэри Кляйном для компании The Entertainment Company. Альбом был сертифицирован как платиновый Американской ассоциацией звукозаписывающих компаний в августе 1978 года.

## Об альбоме
Стрейзанд начала записывать альбом в ноябре 1977 года в Нью-Йорке, вторая часть сессий прошла в феврале 1978 года в Лос-Анджелесе. Songbird был спродюсирован Гэри Кляйном. Сообщалось, что для альбома Барбра записала 16 песен. В том числе, «Love Song» Элтона Джона, «Here, There and Everywhere» The Beatles, а также «Til I Get It Right» Ларри Хенли и Рэда Лейна, «Nightmoves» Майкла Франкса и Майкла Смолла и «Looking Out for Number One» Кэрол Кинг, не вошедшие в конечную версию альбома.
Альбом изначально назывался Tomorrow, по названию одноименной песни из мюзикла «Энни». «A Man I Loved» была написана Ником Устервином и Джорджем Михалски. Этот дуэт впервые услышал менеджер и партнёр Барбры, Джон Питерс. Песня была включена в британскую версию альбома Memories, которая вышла там под названием Love Songs. «I Don’t Break Easily» Брюса Робертса впервые вышла на его дебютном альбоме 1977 года. Он позже присоединялся к команде Барбры для работы над песнями «The Main Event» и «No More Tears (Enough Is Enough)».
Один из самых больших хитов Барбры, «You Don’t Bring Me Flowers», был впервые представлен на этом альбоме в сольной версии. После того, как один из радиодиджеев не свёл сольную версию Барбры с сольной версией Нила Даймонда, они записали эту песню как дуэт, выпущенный синглом в 1978 году с альбома Barbra Streisand’s Greatest Hits Vol. 2.
«Honey, Can I Put On Your Clothes» впервые была записана Элки Брукс для её альбома 1977 года Two Days Away. Автор «One More Night», Стивен Бишоп, также ответственен за создание хита «It Might Be You» для фильма «Тутси». «Stay Away» написана Ким Карнс. Позже они со Стрейзанд запишут дуэт «Make No Mistake He’s Mine» для альбома Стрейзанд Emotion. «Deep in the Night» впервые прозвучала в бродвейском мюзикле «Inner City». В постановке эту песню исполняла Линда Хопкинс.
На обложке альбома Барбра изображена со своей собакой Сэйди. В буклете альбома также представлены фото Стрейзанд с остальными её собаками — Биг Редом, Клайдом, Роки, Леоной, Чэрити, Эстер Хоффман и Буллет Андерсон с их щенятами. Фотографии были сделаны Стивом Шапиро.

## Коммерческий успех
Альбом дебютировал в чарте Billboard Top LPs & Tape с 54-го места 17 июня 1978 года, достигнув пика на 12-й позиции 22 июля. В топ-200 альбом провёл 27 недель. 31 мая 1978 года пластинка была сертифицирована как золотая, а 25 августа — как платиновая. Альбом занял 48-е место в чарте Великобритании.
В поддержку альбома был выпущен один сингл — заглавная песня «Songbird». Сингл вышел в мае 1978 года, дебютировав в Billboard Hot 100 с 67-й позиции 17 июня 1978 года и достигнув 25-го места 22 июля. Песня провела в чарте 10 недель. Сингл возглавил чарт Hot Adult Contemporary Tracks, но не имел успеха на поп-радио. Это было связано с тем, что спустя несколько недель после выпуска Songbird вышел сингл «Prisoner (Love Theme from Eyes of Laura Mars)» с саундтрека к фильму «Глаза Лауры Марс». В результате, оба сингла создавали друг другу конкуренцию как в радиоротации, так и продажах.

## Список композиций
| №  | Название                     | Автор(ы)                                   | Длительность |
| -- | ---------------------------- | ------------------------------------------ | ------------ |
| 1. | «Tomorrow»                   | Чарльз Страус, Мартин Чарнин               | 2:54         |
| 2. | «A Man I Loved»              | Никки Остервен, Джордж Михальски           | 3:57         |
| 3. | «I Don’t Break Easily»       | Брюс Робертс                               | 3:51         |
| 4. | «Love Breakdown»             | Алан Гордон                                | 3:31         |
| 5. | «You Don’t Bring Me Flowers» | Нил Даймонд, Алан Бергман, Мэрилин Бергман | 3:56         |

| №  | Название                          | Автор(ы)                                  | Длительность |
| -- | --------------------------------- | ----------------------------------------- | ------------ |
| 1. | «Honey Can I Put on Your Clothes» | Жан Монте Рэй, Джерри Либер, Майк Столлер | 5:23         |
| 2. | «One More Night»                  | Стивен Бишоп                              | 3:08         |
| 3. | «Stay Away»                       | Ким Карнс                                 | 3:44         |
| 4. | «Deep in the Night»               | Хелен Миллер, Ева Мерриам                 | 3:08         |
| 5. | «Songbird»                        | Дэйв Вулферт, Стивен Нельсон              | 3:46         |

## Участники записи
Данные приведены по базе данных Discogs
- Барбара Стрейзанд — вокал

| - Джей Грейдон — гитара - Стив Люкатер — гитара - Деннис Будимир — гитара - Ли Ритенаур — гитара - Митч Холдер — гитара - Чарли Браун — гитара - Сэл Дитроя — гитара - Ларри Карлтон — гитара - Джон Тропэй — гитара - Дэвид Хангейт — бас-гитара - Уилл Ли — бас-гитара - Абрахам Лабориэль — бас-гитара - Рейни Пресс — бас-гитара - Ларри Мухоберак — пианино - Дэвид Фостер — пианино - Линкольн Майорга — пианино - Грег Матисон — пианино - Леон Пендарвис — клавишные - Пэт Ребиллот — клавишные - Иэн Андервуд — синтезатор - Джеймс Ньютон Ховард — синтезатор - Аллан Шварцберг — ударные - Эд Грин — ударные - Джефф Поркаро — ударные - Боб Зимитти — перкуссия - Паулинью да Кошта — перкуссия - Гейл Левант — арфа | - Ронни Ланг — альт-саксофон, сопрано-саксофон - Джим Хорн — альт-саксофон, флейта, тенор-саксофон - Эрни Уоттс — альт-саксофон, флейта, тенор-саксофон - Ларри Уильямс — саксофон - Джерри Хей — труба - Стив Мадейо — труба - Билл Райхенбах — тромбон - Луиз ди Туллио — флейта - Джордж Михальски — бэк-вокал - Ники Оостервен — бэк-вокал - Джим Гилстрап — бэк-вокал - Джулия Тиллман Уотерс — бэк-вокал - Максин Уиллард Уотерс — бэк-вокал - Орен Уотерс — бэк-вокал - Стефани Спруилл — бэк-вокал Технический персонал: - Чарльз Коппельман — исполнительный продюсер - Армин Штайнер — инженер, ремикс - Ник ДеКаро — оркестровые аранжировки - Джеймс Ньютон Ховард — оркестровые аранжировки - Ли Холдридж — оркестровые аранжировки - Джин Пейдж — оркестровые аранжировки - Стив Шапиро — фото певицы |

## Чарты и сертификации
| Хит-парад (1978)                 | Высшая позиция |
| -------------------------------- | -------------- |
| Великобритания (UK Albums Chart) | 48             |
| Канада (RPM Top Albums/CDs)      | 10             |
| США (Billboard 200)              | 12             |

| Регион                                                      | Сертификация | Продажи    |
| ----------------------------------------------------------- | ------------ | ---------- |
| Австралия (ARIA)                                            | Золотой      | 35 000^    |
| Канада (Music Canada)                                       | Платиновый   | 100 000^   |
| Великобритания (BPI)                                        | Серебряный   | 60 000^    |
| США (RIAA)                                                  | Платиновый   | 1 000 000^ |
| ^ Данные о тиражах приведены только на основе сертификации. |              |            |